# Movimento Popular Marfinense do Grande Oeste
Movimento Popular Marfinense do Grande Oeste (em francês:  Mouvement populaire ivoirien du Grand Ouest, MPIGO) foi um dos movimentos rebeldes surgidos na parte no oeste da Costa do Marfim no contexto da guerra civil contra o exército regular do presidente Laurent Gbagbo.
Fundado pelo sargento Félix Doh (assassinado em abril de 2003 em uma emboscada), o grupo recrutou principalmente habitantes na área liberiano-marfinense de idioma dan / yacouba chegando a possuir cerca de 6000 homens armados. Tomou as cidades de Man e Danané, próximos a fronteira entre a Costa do Marfim e a Libéria, depois Bangolo. Em 8 de janeiro de 2003, o movimento firmou um cessar-fogo para depor as armas e a partir de 2004 tornou-se um partido político, que está  atuando como parceiro minoritário do Movimento Patriótico da Costa do Marfim (MPCI) nas Forces Nouvelles de Côte d'Ivoire, uma coalizão liderada por Guillaume Soro.